# Schrum
Schrum là một đô thị thuộc huyện Dithmarschen, trong bang Schleswig-Holstein, nước Đức. Đô thị Schrum có diện tích 78,81 km², dân số thời điểm 31 tháng 12 năm 2006 là 77 người.